# W.E.T. (Band)
W.E.T. ist eine Melodic-Rock-Supergroup, die von Jeff Scott Soto, Erik Mårtensson und Robert Säll gegründet wurde. Der Bandname setzt sich aus den Anfangsbuchstaben der Gruppen zusammen, mit denen die Musiker zuvor gearbeitet hatten: Work of Art (Säll), Eclipse (Mårtensson) und Talisman (Soto).

## Hintergrund
Jeff Scott Soto ist ein US-amerikanischer Musiker, der in den 1980er Jahren als Sänger des Gitarristen Yngwie Malmsteen erstmals internationale Bekanntheit erlangte. Soto arbeitete während seiner Karriere außerdem mit Axel Rudi Pell, Fergie Frederiksen und dem Trans-Siberian Orchestra zusammen. Ab 1990 war er Sänger der Gruppe Talisman, mit der er sieben Studioalben veröffentlichte, bis sich die Band 2007 auflöste. Soto veröffentlichte seit 1994 bisher zehn Soloalben.
Erik Mårtensson ist Gitarrist und Sänger der aus Stockholm stammenden schwedischen Melodic-Rock-Band Eclipse, die 1999 gegründet wurde. Mit der Gruppe veröffentlichte er bisher vier international vertriebene Alben.
Der Gitarrist und Keyboarder Robert Säll gehört der ebenfalls aus Schweden stammenden Gruppe Work of Art an, die ursprünglich 1992 gegründet wurde und sich 1995 zunächst auflöste. Nach der Neugründung 1998 erschien 2007 das erste Album der Gruppe, Artwork. 2011 folgte das Album In Progress, 2014 Framework.
Sowohl Work of Art als auch Eclipse und Soto haben ihre Alben beim Label Frontiers Records veröffentlicht. Die Plattenfirma trat 2008 an Säll und Mårtensson heran und bat sie, jeweils sechs Lieder für ein gemeinsames Album mit Jeff Scott Soto zu schreiben. Während die Lieder des 2009 veröffentlichten Debütalbums W.E.T. noch ohne die Mitwirkung Sotos entstanden waren, wurden die Songs des zweiten Studioalbums, Rise Up, das 2013 erschien, gemeinsam geschrieben.
Beide Alben wurden von der Musikpresse positiv aufgenommen, W.E.T. war Teil der vom Magazin Rocks erstellten Liste der Alben des Jahres 2009. Die Gruppe schnitt am 17. Januar 2013, noch vor Veröffentlichung des Albums Rise Up, den erst zweiten Auftritt der Bandgeschichte für ein Live-Album mit, das im Februar 2014 veröffentlicht wurde.

## Diskografie
- 2009: W.E.T.
- 2013: Rise Up
- 2014: One Live – In Stockholm
- 2018: Earthrage
- 2021: Retransmission
- 2025: Apex